# Albert Grubauer
Albert Grubauer (geboren 1869; gestorben 1960) war ein deutscher Ethnologe, Zoologe und Kunstsammler. Unklar sind genaue Angaben zu Geburts- und Sterbedatum sowie Geburts- und Sterbeort, als Wirkungsort wird Burghausen (Wasserlosen) genannt.
Seine Reisen führten ihn 1902 durch das damalige British Birma und 1911 zum Indischen Archipel. 1911 weilte er dreieinhalb Monate auf Celebes (heute Sulawesi). Seinen Reisebericht mit vielen Fotoaufnahmen publizierte er zwei Jahre später unter dem Titel „Unter Kopfjägern in Central-Celebes“.
Das Rautenstrauch-Joest-Museum besitzt weit über 500 von Grubauer gesammelte Artefakte. 235 frühe Stücke stammen von den Molukkeninseln Ambon, Ceram und Misol, die Odo Deodatos Tauern in den Jahren 1911/12 besuchte. 1918 erschien sein Buch »Patasiwa und Patalima. Vom Molukkeneiland Seram und seinen Bewohnern«.
| Personendaten    | Personendaten                                 |
| ---------------- | --------------------------------------------- |
| NAME             | Grubauer, Albert                              |
| KURZBESCHREIBUNG | deutscher Ethnologe, Zoologe und Kunstsammler |
| GEBURTSDATUM     | 1869                                          |
| STERBEDATUM      | 1960                                          |